# Jørlunde kyrka

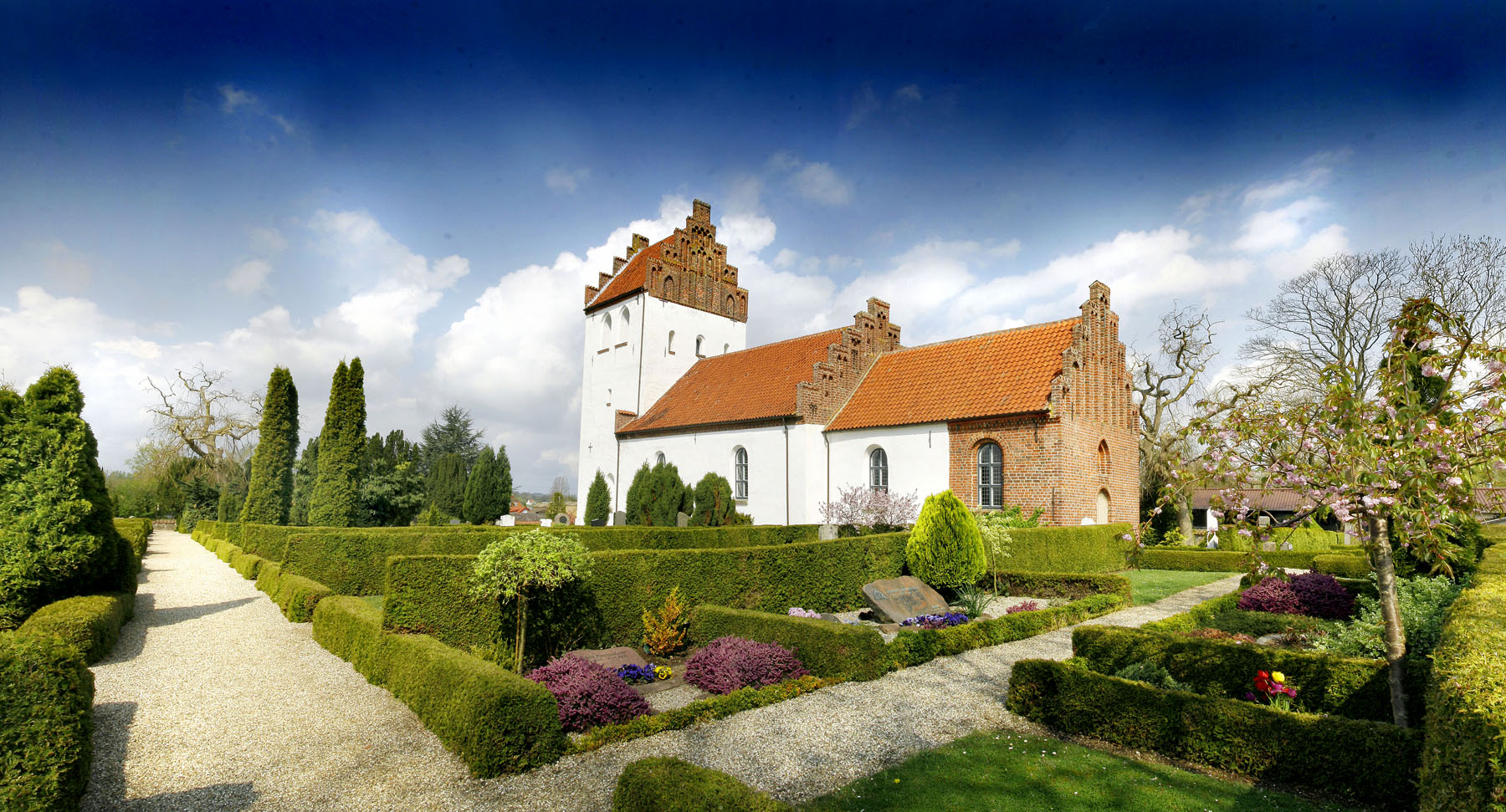
Jørlunde kyrka

Jørlunde kyrka (danska: Jørlunde kirke), är en kyrkobyggnad i Jørlunde i Helsingörs stift i Danmark. Kyrkan byggdes av Skjalm Hvide eller hans släkt omkring år 1085.
Kyrkan är byggd i kalkstenen travertin och har en rikt dekorerad interiör med fresker som går tillbaka till mitten av 1100-talet.

## Interiör
Dopfunten är tillverkad av granit och är förmodligen jämngammal med kyrkan.
Kyrkans väggar är målade på mitten av 1100-talet av kyrkomålare som släkten Hvide använde till flera kyrkor och som hade en måleriverkstad i Jørlunde. Triumfväggen har följande bibliska motiv:
- Bröllopet i Kana
- Jesus uppväcker Lasaros från de döda
- Jesus tillfångatas i Getsemane
- Korsfästelsen

I triumfbågen finns en medaljong med Guds lamm som hålls upp av två änglar målade på var sida i valvet.
På korets norra sida är Jesu intåg i Jerusalem målat till vänster och nattvarden till höger.
Orgeln byggdes av Frobenius 2009 och har 24 register och 1360 pipor. Orgelns arkitekter är Inger och Johannes Exner. Dispositionen och den klangliga uppbyggnaden är skapad av tonsättaren Frederik Magle.

### Bildgalleri

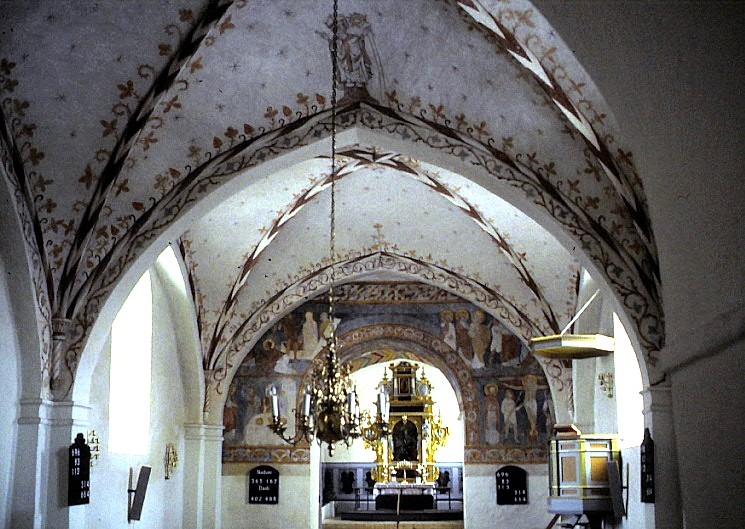
Mittskeppet med triumfväggen
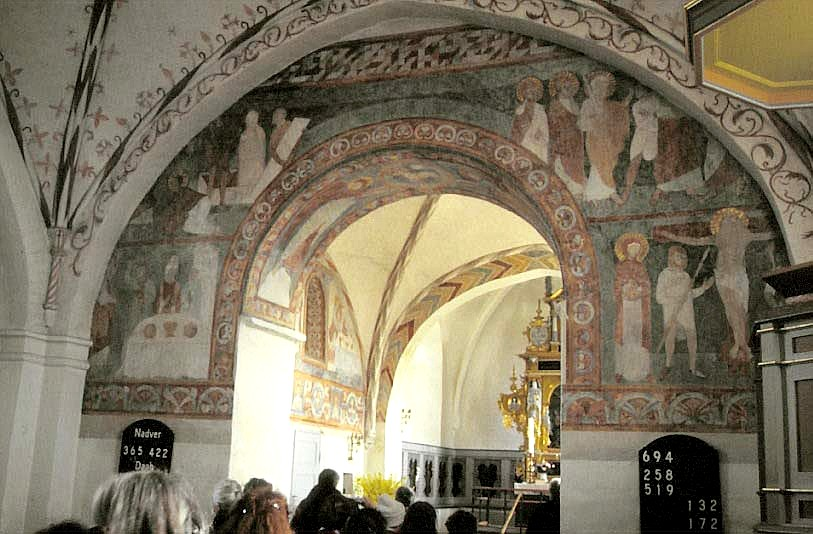
Triumfvägg och triumfbåge
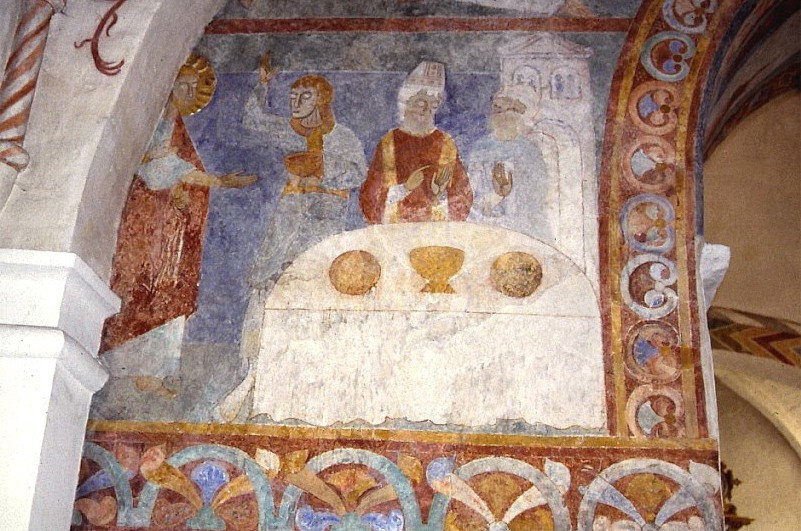
Bröllopet i Kana
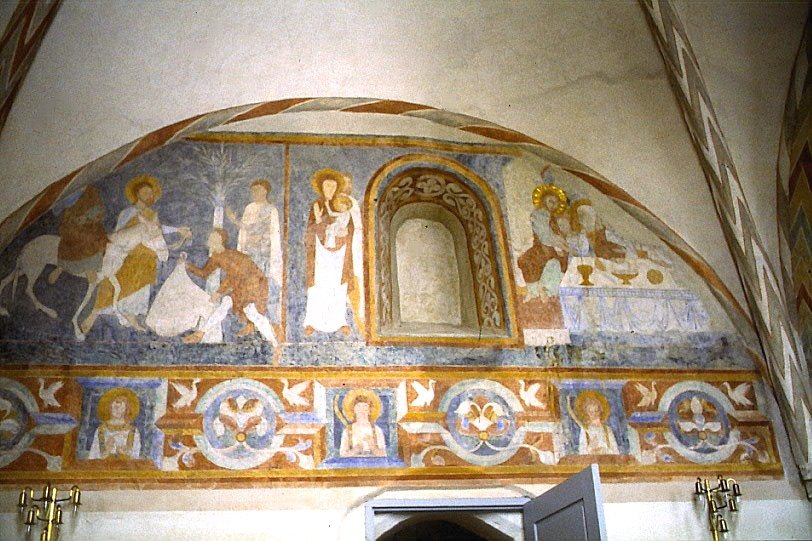
Korets norra sida med intåget i Jerusalem och nattvarden
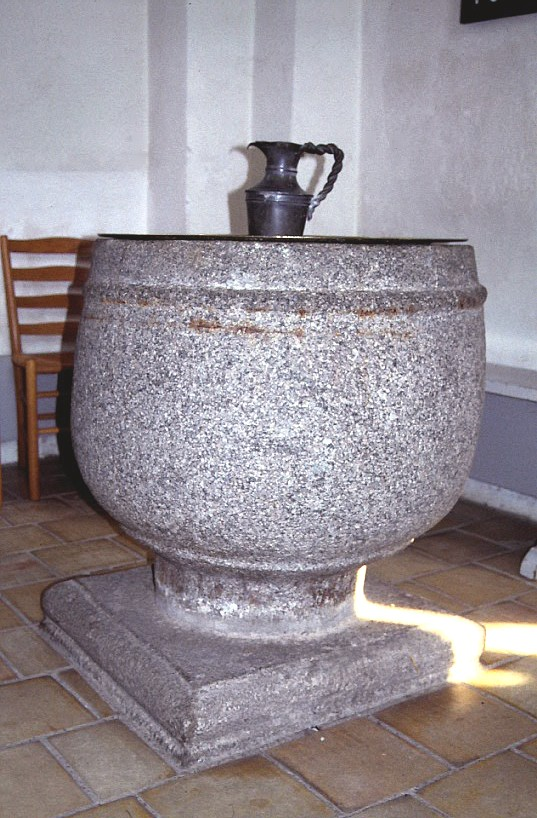
Dopfunten
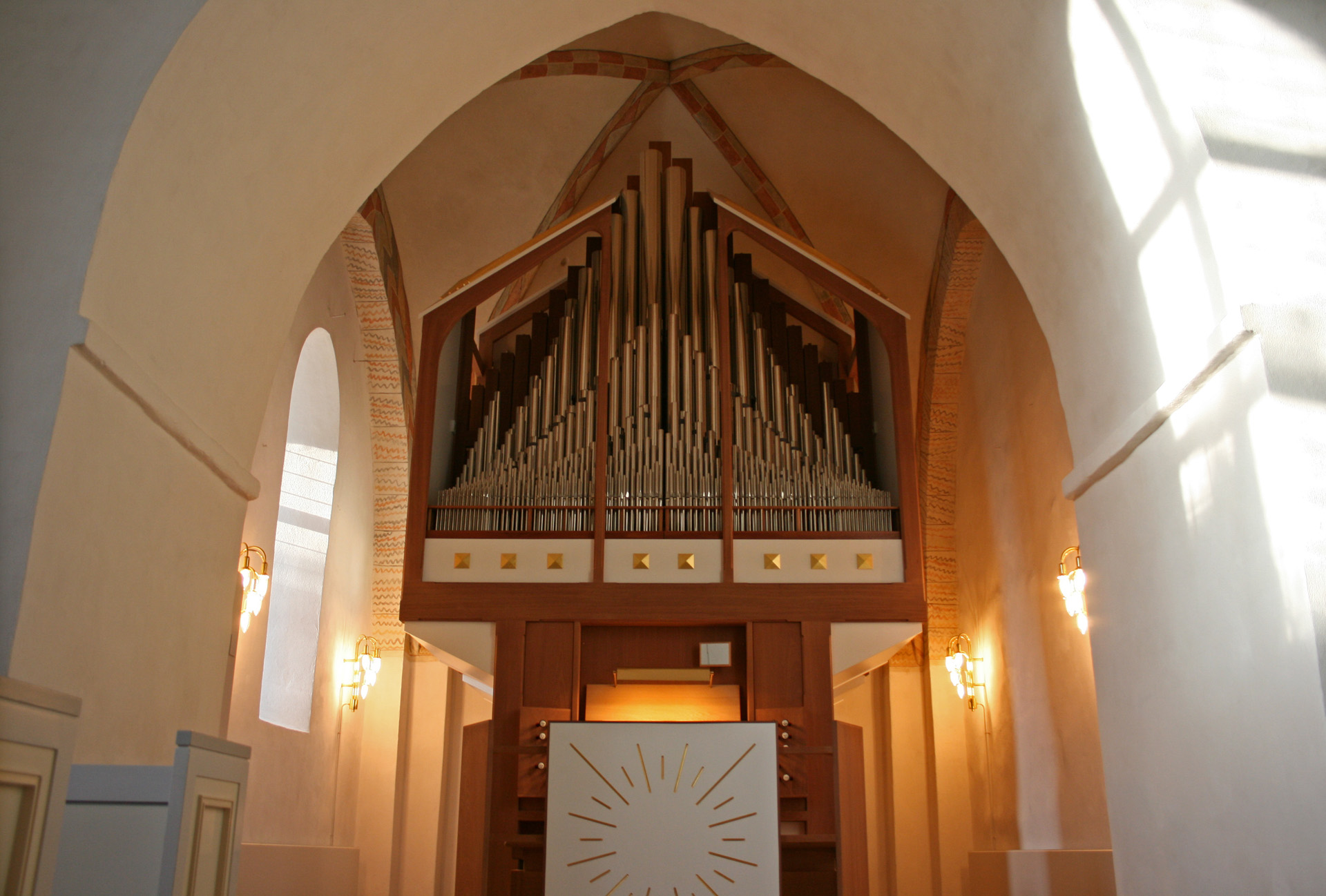
Orgeln